# Cecilia Grierson
Cecilia Grierson (née le 22 novembre 1859 à Buenos Aires et morte le 10 avril 1934 dans cette même ville) est une professeure, philanthrope et la première médecin de nationalité argentine. Luttant pour les droits des femmes, elle élabore une étude sur le code civil argentin grâce à laquelle d'importants changements dans la loi furent réalisés, plus particulièrement en ce qui concerne les droits des femmes mariées. Elle écrit plusieurs livres et publications autour de la médecine, l'éducation et des thématiques diverses.

## Biographie

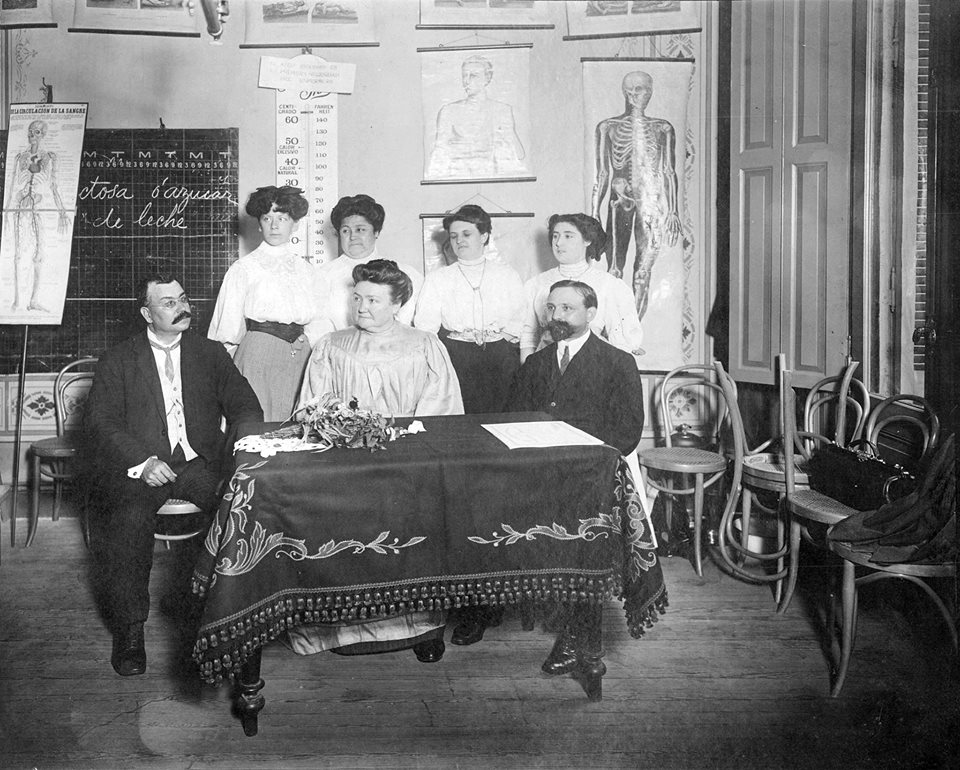
Cecila Grierson (assise, au centre) en 1909, pendant un examen de médecine à la faculté de Buenos Aires.

### Enfance et vie de famille
Cecilia est la fille de Jane Duffy, d'origine irlandaise, et de John Parish Robertson Grierson, lui-même fils de l'immigrant écossais William Grierson, arrivé en Argentine en 1825, pour s'établir dans la colonie Sainte Catalina (Monte Grande), la première et unique colonie écossaise d'Argentine,. Sa famille paternelle est l'une des premières qui soit arrivée d'Écosse. Cécilia est l'aînée de six frères et sœurs, Catalina, David, Juan, Tomás et Diego. 
Elle passe son enfance dans les champs de ses parents, dans l'arrondissement de Gená du département d'Uruguay (Province d'Entre Rios) en Uruguay. À six ans, elle est envoyée à Buenos Aires pour suivre l'enseignement primaire. Elle fait sa primaire dans des écoles anglaises puis, une fois ses études terminées, elle doit rentrer, à la suite de la mort de son père. Malgré son jeune âge, elle commence alors à aider sa mère et à s'occuper de ses frères et sœurs. Elle travaille aussi comme institutrice chez une proche au niveau économique aisé, ce qui lui permet d'aider financièrement sa famille. Âgée de seulement 14 ans, Cecilia, avec l'aide de sa mère, installe une petite école dans une dépendance de leur maison, où l'adolescente sera professeure des écoles, sans y être officiellement habilitée. C'était une pratique courante à l'époque pour faire face à la pénurie de professionnels en milieu rural. Comme elle était mineure, c'est sa mère qui recevait son salaire.
Un an plus tard, elle commence ses études supérieures pour devenir institutrice à l'École Normale de Jeunes filles de Buenos Aires, fondée par Emma de Caprile en 1878. Une fois qu'elle obtient le titre lui permettant d'exercer, Domingo F. Sarmiento la nomme maîtresse dans l'école mixte de San Cristóbal. Avec son salaire, elle aide sa famille à déménager à Buenos Aires.
Elle ne s'est jamais mariée et n'a pas eu d'enfant.

### Milieu médical
La maladie et le décès d'une amie intime, Amelia Kenig, victime d'une maladie respiratoire chronique qui l'obligeait à rester en convalescence prolongée, fait réaliser à Cecilia Grierson sa vocation pour la médecine, tâche à laquelle elle consacre alors toute son énergie. Cela se révèle difficile car la section médecine de Buenos Aires était réservée aux hommes, et jusqu'alors aucune femme n'avait réussi à recevoir le titre de médecin. Mais Cecilia s'inscrit, car aucun règlement n'interdit l'admission de femmes dans cette spécialité. En 1883, elle s'inscrit à la Faculté de médecine, où elle obtient son diplôme six ans plus tard, et ce malgré le contexte peu favorable aux études pour les femmes à l'époque. Durant ses six années d'études, elle parvient à être assistante du laboratoire d'histologie.
Un groupe d'étudiants en désaccord avec la manière d'enseigner la médecine crée le Cercle Médical, dans lequel fut érigée une école pratique de médecine comportant de nombreux cabinets spécialisés ainsi qu'un centre destiné à la recherche et à la communication. C'est là que Grierson crée la première École d'infirmières d'Amérique Latine avec un programme scolaire clair et où est établi l'usage de l'uniforme pour les infirmières, qui plus tard est adopté par la plupart les pays latino-américains. Grierson est la directrice de l'école jusqu'en 1913.
Elle fait ses stages pratiques comme interne à l'Hôpital-École Buenos Aires, sous la direction de Juan B. Justo. En 1888 elle est nommée stagiaire assistante de l'Hôpital des femmes, aujourd'hui Hôpital Rivadavia. Sa thèse s'intitule Hystéro-ovariectomies exécutées à l'Hôpital des Femmes entre 1883 à 1889, et elle la soutient le 2 juillet 1889. Juste après avoir été reçue, elle entre à l'Hôpital San Roque où elle est gynécologue et obstétricienne. Malgré l'habilitation qui fait d'elle la première femme à l'obtenir pour exercer, elle ne peut pas être chirurgienne, car les femmes sont toutes refusées dans cette spécialité. En 1891, elle devient membre fondatrice de l'Association Médicale argentine. En 1892 elle fonde la Société argentine des premiers secours qui fusionne plus tard avec la Croix-Rouge argentine. Elle est aussi précurseuse dans l'idée d'ouvrir des salles de premiers secours dans les différents villages afin d'aider au mieux les malades. Elle a aussi l'initiative de créer un cabinet-école pour traiter les enfants ayant des troubles du comportement, des difficultés dans l'apprentissage, et plus particulièrement dans celui des langues . Elle collabore avec l'équipe dirigée par le docteur Samuel Molina.

#### Épidémie de choléra
Au début du mois d'avril 1886, la ville de Buenos Aires vit une épidémie de choléra, la troisième du siècle, et tous les élèves de médecine sont convoqués pour rendre service. Cecilia Grierson est envoyée à la maison d'isolement pour s'occuper des patients malades.

#### Obstétrique et kinésiologie
En 1894, âgée de 35 ans, Grierson postule pour être professeure remplaçante à la chaire d'obstétrique pour sages-femmes, mais n'est pas reçue. On refuse qu'elle soit professeure à l'université car elle est une femme. En 1897, elle publie Massage pratique, un des premiers livres sur les techniques kinésiologiques. Quatre ans plus tard, elle fonde l'Association obstétrique nationale ainsi que la revue Obstétrica, qu'elle conçoit comme un outil pour proposer aux sages-femmes argentines une approche scientifique et médicale de la profession, alors exercée par les "matrones". Les années suivantes, elle poursuit sa carrière dans l'enseignement, entre 1904 et 1905 elle donne les premiers cours de gymnastique médicale et kinésithérapie à la Faculté de Médecine. Elle est également professeure attachée à la chaire de physique médicale et d'obstétrique,.

### Autres fonctions dans l'éducation
Cecilia Grierson fonde en 1902 l’École d'économie domestique et la Société d'économie domestique, établissement précurseur de l'École technique du foyer, première de ce genre dans le pays. Elle promeut l'enseignement de la puériculture et est pionnière dans l'enseignement auprès d'aveugles, sourds-muets et handicapés. Aussi, elle intègre le Conseil national d'éducation de 1892 à 1899. Envoyée par le gouvernement, elle voyage ensuite en Europe et ramène un nouveau programme scolaire professionnel. Elle devient présidente du Congrès argentin des femmes universitaires, fondé par Elvira Rawson en 1905.
À partir de 1913, elle cesse peu à peu de travailler à l'École d'infirmiers et de masseurs pour arrêter définitivement toute activité professorale trois ans après. Cependant, le gouvernement demande à nouveau ses services en 1927 pour un  voyage en Europe ayant pour but de faire des recherches sur les techniques éducatives des pays développés. À Londres, elle participe du premier Congrès eugéniste international.

### Lutte pour les droits des femmes
Grierson participe en 1899 au Congrès international des femmes qui a lieu à Londres. Ceci l'encourage ensuite dans la fondation du Conseil national de femmes en 1900. Dix ans plus a tard elle préside le premier Congrès féministe international de la République argentine, convoqué par l'Association des femmes universitaires. Le congrès aborde des thèmes tels que la situation des femmes dans l'éducation, la législation, l'abandon des fils, et le besoin du suffrage féminin. 

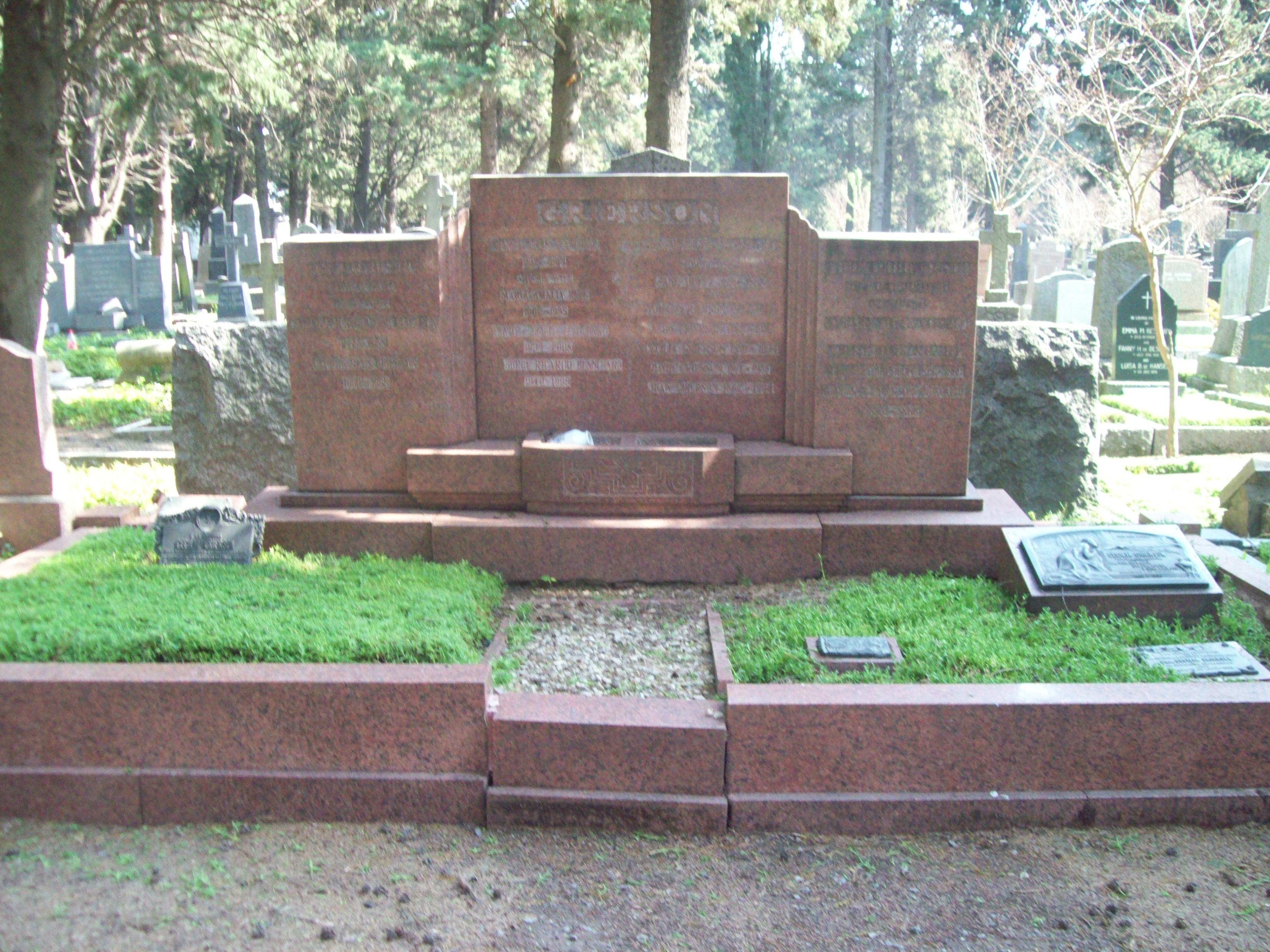
Tombe de Cecilia Grierson au Cimetière Britannique

Une de ses œuvres se base sur l'étude du Code civil argentin, où elle souligne qu'en Argentine, les femmes mariées ont le même statut social qu'un enfant. Cette étude permet de réaliser en 1926 de nombreux changements, en ajoutant la possibilité de disposer de ses propres revenus, faire partie de sociétés civiles ou commerciales, parmi d'autres droits pour les femmes. Cette même année, Cecilia Grierson crée une École technique de travaux domestiques pour faciliter l'admission des femmes aux activités économiques.

### Dernières années
En 1914, on fête le 25e anniversaire de la réussite de Cecilia Grierson à la faculté de médecine. Deux ans plus tard, en 1916, lorsqu'elle quitte définitivement son activité professorale, elle est de nouveau fêtée. Malgré ses nombreuses années de travail, elle termine sa vie dans des conditions modestes. En 1924, elle devient membre de l'association des Oiseaux Argentins, alors Société Ornithologique d'argent, pour travailler dans la conservation des oiseaux et de la nature. Elle en reste une membre active jusqu'à sa mort. Plus tard, déjà malade, elle déménage à Los Cocos, dans la province de Cordoue. Elle meurt le 10 avril 1934 et est inhumée au Cimetière Britannique de Buenos Aires.

## Œuvres
Pendant sa vie, Cecilia Grierson a publié des nombreux livres parmi lesquels on trouve : 
- Hystéro-ovariectomies exécutées à l'Hôpital des Femmes entre 1883 à 1889, sa thèse de Médecine, où l'auteure souligne que « presque toutes les femmes opérées pour une hystéro-ovariectomie souffrent d'une modification passagère et notable du caractère, d'une irascibilité marquée, car, alors qu'elles étaient plutôt calmes avant l'opération, elles s'énervent ensuite avec tout le monde comme le médecin, les préparateurs, etc., et ne veulent même pas voir les personnes de leur propre famille... », phrase qui apparaît dans les pages 37 et 38 du chapitre 5[7].

- Colonie de Monte Grande. Première et unique colonie formée par des écossais en Argentine (1925) est écrit pour évoquer la vie des colons dans ce territoire. Grierson souhaite publier ce livre en 1910, mais elle reçoit un refus après l'envoi de l'introduction. Elle rédige cet ouvrage en consultant les journaux de l'époque ainsi que les livres que les frères Parish Roberton ont publiés[8].

- Massage pratique (1897) est considéré comme le livre précurseur de la technique kinésiologique, activité qui était refusée pour les professionnels de santé[7],[9]. Cette œuvre spécifique est la suite de l’œuvre d'Ernesto Arberg, auteur du premier livre à ce sujet en Amérique du Sud[10].

Lorsqu'elle revient de son voyage en l'Europe en 1899, l'auteure publie Éducation pour la femme et en 1909 Premiers secours en cas d'accident et d'indispositions soudaines. Un an plus tard Cecilia Grierson sort L'éducation de l'aveugle et le soin du malade. En parallèle à ses productions littéraires sur la médecine, elle fait paraitre en 1912 le Guide de l'infirmière et Soin de malades.

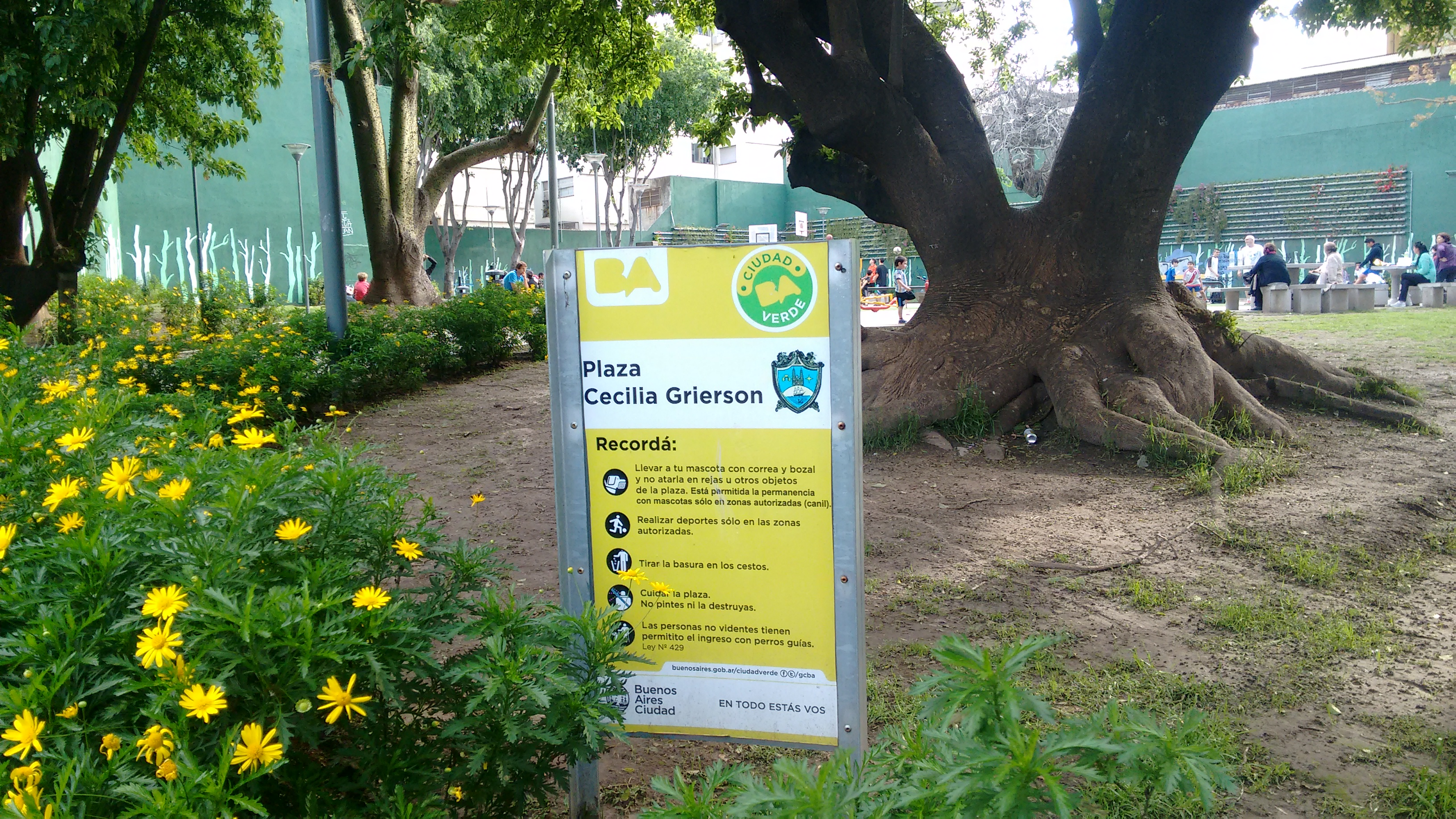
Place Cecilia Grierson (Buenos Aires, Argentine).

## Hommages
Elle reçoit de nombreuses reconnaissances et hommages pour ses réussites en faveur de l'éducation et de la médecine argentine. Un hôpital, plusieurs rues, écoles et autres établissements éducatifs en Argentine portent son nom. Un portrait d'elle se trouve dans le Salon des femmes argentines de la Casa Rosada, en compagnie d'autres figures féminines de l'histoire argentine, comme Victoria Ocampo, Juana Azurduy, Alicia Moreau de Justo ou encore Eva Peron. L'État argentin a créé un timbre à son effigie. Elle apparaît également sur le billet de banque de 2000 pesos émis en 2023.
En 1980 est créée la Place Cecilia Grierson dans la ville de Buenos Aires,,.
Le 22 novembre 2016, Google lui rend hommage pour le 157e anniversaire de sa naissance.